# Raja Atreya

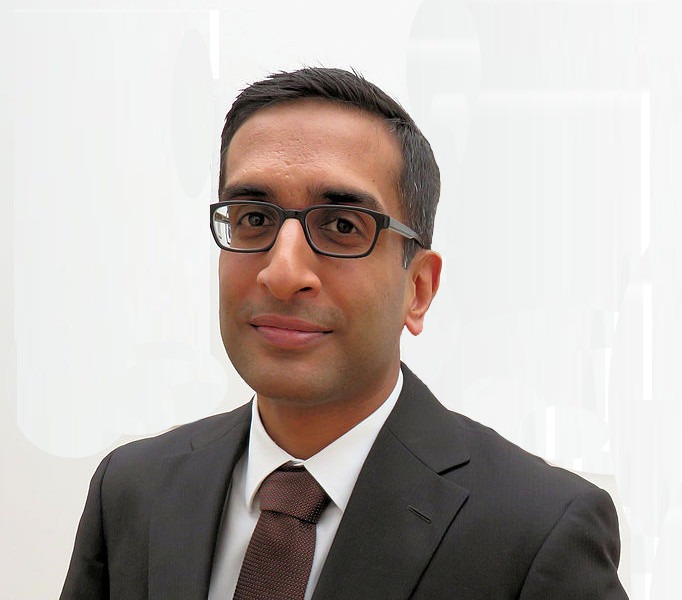
Raja Atreya, 2015

Raja Narayana Atreya (* 15. Oktober 1975 in Darmstadt) ist ein Immunologe und Heisenberg-Professor für Immunforschung bei chronisch-entzündliche Darmerkrankungen der der Universität Erlangen-Nürnberg und Oberarzt an der Medizinischen Klinik 1 des Universitätsklinikums Erlangen.

## Leben
Raja Atreya studierte zwischen 1995 und 2002 Medizin an der Universität Mainz bis zum 3. Staatsexamen. Bereits 1997 begann er in der Mainzer Arbeitsgruppe von Markus F. Neurath seine Dissertation, die 2004 mit der Promotion zum Doktor der Medizin abgeschlossen wurde. Gegenstand seiner Forschung sind seitdem Pathogenese, Diagnose und Therapieansätze bei chronisch-entzündlichen Darmerkrankungen wie Colitis ulcerosa und Morbus Crohn. Im Besonderen behandelte seine Dissertation die Interleukin-6-vermittelte Apoptose-Resistenz von CD4+- T-Lymphozyten bei Morbus Crohn, mit dem Befund, dass die Blockade des Interleukin-6-Signalwegs zur Aufhebung experimentell verursachter Colitis führt.
Als Arzt im Praktikum und danach als Assistenzarzt und wissenschaftlicher Mitarbeiter von Peter R. Galle war Atreya bis 2007 weiterhin in Mainz beschäftigt, von August 2007 bis Ende 2009 arbeitete er dort dank eines Post-Doktoranden-Stipendiums im DFG-geförderten Graduiertenkolleg 1043 („Antigenspezifische Immuntherapie“) erneut unter Markus F. Neurath. Mit diesem wechselte er Anfang 2010 nach Erlangen, wo er im August 2010 zum Professor ernannt wurde und seit Oktober 2012 die Studienambulanz leitet. Seit Oktober 2013 leitet er zudem als Oberarzt den Bereich chronisch-entzündliche Darmerkrankungen am Universitätsklinikum Erlangen. 2016 übernahm Atreya die Heisenberg-Professur an der Universität Erlangen-Nürnberg.
2015 wurde ihm für die Entwicklung eines Sprays aus Antikörpern der mit 60.000 Euro dotierte Paul-Ehrlich-und-Ludwig-Darmstaedter-Nachwuchspreis verliehen. Das Spray kann im Verlauf einer Darmspiegelung bei Morbus-Crohn-Patienten eingesetzt werden, mit dem Ziel, vorherzusagen, ob diese Patienten auf eine Therapie mit TNF-Blockern ansprechen werden. Hintergrund der Forschung von Raja Atreya war der Erfahrungswert, dass nur ungefähr jeder zweite Patient – trotz gleichem Krankheitsbild – auf die sehr teure Therapie mit TNF-Blockern anspricht. Atreya unterstellte daraufhin, dass nur jene Medikamente wirken können, die ihr Angriffsziel auch tatsächlich finden. Zu diesem Zweck entwickelte er das neuartige Antikörper-Spray, das die relevanten Bindestellen bzw. Zielmoleküle vor dem Beginn der Therapie während einer Darmspiegelung mit Hilfe eines fluoreszierenden Farbstoffs sichtbar macht. In einer klinischen Studie konnte gezeigt werden, dass Patienten, die viele Zielmoleküle für einen TNF-Antagonisten in ihrer Darmschleimhaut haben, besser auf die spätere Therapie ansprechen als Patienten mit wenigen Zielmolekülen.

## Ehrungen
- 2015 – Paul-Ehrlich-und-Ludwig-Darmstaedter-Nachwuchspreis
- 2014 – Deutsche Gesellschaft für Innere Medizin: Theodor-Frerichs-Preis[3]
- 2009 – Deutsche Morbus Crohn / Colitis ulcerosa Vereinigung e.V.: Ludwig-Demling-Forschungspreis
- 2004 – Boehringer Ingelheim Stiftung: Förderpreis

## Schriften (Auswahl)
- Raja Atreya et al.: In vivo imaging using fluorescent antibodies to tumor necrosis factor predicts therapeutic response in Crohn's disease. In: Nature Medicine. Band 20, 2014, S. 313–318, doi:10.1038/nm.3462
- Raja Atreya und Martin Goetz: Molecular imaging in gastroenterology. In: Nature Reviews Gastroenterology & Hepatology. Band 10, 2013, S. 704–712, doi:10.1038/nrgastro.2013.125

## Belege
1. ↑  Morbus Crohn – Chronische Schmerzen und keine Heilung. In: Deutsche Welle. 6. Juli 2018, abgerufen am 20. April 2022.
2. ↑  Raja Atreya für neuartiges Diagnostikum bei Morbus Crohn ausgezeichnet. Mitteilung der Paul-Ehrlich-Stiftung vom 14. März 2015.
3. ↑  DGIM verleiht Theodor-Frerichs-Preis für das Morbus Crohn „Antikörper-Spray“. Auf: idw-online vom 28. April 2014.

| Personendaten    | Personendaten                                                 |
| ---------------- | ------------------------------------------------------------- |
| NAME             | Atreya, Raja                                                  |
| ALTERNATIVNAMEN  | Atreya, Raja Narayana (vollständiger Name)                    |
| KURZBESCHREIBUNG | Immunologe und Professor an der Universität Erlangen-Nürnberg |
| GEBURTSDATUM     | 15. Oktober 1975                                              |
| GEBURTSORT       | Darmstadt                                                     |